# مرلین (پروتئین)
مرلین (انگلیسی: Merlin) یک پروتئین اسکلت سلولی است. در انسان‌ها، این یک  ژن سرکوب‌گر تومور، پیچیده در نوروفیبروماتوز نوع دوم است. نام "مرلین" سرواژه "موئیزین-ازرین-رادیکسین لایک (شبه) پروتئین" است.